# Philip Barantini
Philip Barantini (Liverpool, 13 de julio de 1980) es un actor y director de cine británico, más conocido por haber interpretado a Wayne "Skinny" Sisk en la miniserie Band of Brothers.

## Carrera
En 1998 se unió al elenco de la segunda temporada de la serie Dream Team, donde interpretó al futbolista Billy O'Neil hasta la cuarta temporada en 2000.
En 2001 se unió al elenco principal de la exitosa y aclamada miniserie Band of Brothers donde dio vida al sargento Wayne A. "Skinny" Sisk. En 2003 apareció en la película Ned Kelly, donde interpretó al bandolero australiano Steve Hart.
En 2016 apareció como invitado en el séptimo episodio de la tercera temporada de la serie The Musketeers, donde dio vida a Robert.

## Filmografía

### Series de televisión
| Año         | Serie                | Personaje                   | Notas                                      |
| ----------- | -------------------- | --------------------------- | ------------------------------------------ |
| 2016        | The Musketeers       | Robert                      | episodio "Fool's Gold"                     |
| 2012        | Mrs. Brown's Boys    | Hombre IT                   | episodio "iMammy (Batteries Not Included)" |
| 2009        | Minder               | Wes Gray                    | episodio "Thank Your Lucky Stars"          |
| 2008        | The Bill             | Dave Patterson              | episodio "Loved and Lost"                  |
| 2008        | 10 Days to War       | Ranger Giddins              | episodio "Our Business Is North"           |
| 2007        | Doctors              | Danny Leighton              | episodio "Playing Dad"                     |
| 2002        | The American Embassy | Jason                       | episodio "China Cup"                       |
| 2001        | Band of Brothers     | Sgt. Wayne A. "Skinny" Sisk | 9 episodios                                |
| 1998 - 2000 | Dream Team           | Billy O'Neil                | 2 episodios                                |

### Películas
| Año  | Título               | Personaje  | Notas |
| ---- | -------------------- | ---------- | --- |
| 2016 | Fizzy Days           | -          | junto a Ewen MacIntosh |
| 2016 | Genesis              | Broadman   | junto a John Hannah, Amrita Acharia, Warren Brown, Samuel Anderson, Ed Stoppard, Nicholas Aaron & Paul Nicholls                  |
| 2009 | Young, High and Dead | John       | junto a Hannah Tointon, Louisa Lytton, Matthew Stathers & Nigel Boyle                                                            |
| 2003 | Ned Kelly            | Steve Hart | junto a Heath Ledger, Orlando Bloom, Naomi Watts, Geoffrey Rush, Joel Edgerton, Emily Browning, Rachel Griffiths & Geoff Morrell |

### Productor
Cine
| Año  | Título                          | Notas                                           |
| ---- | ------------------------------- | ----------------------------------------------- |
| 2017 | An Actor's Life (Less Ordinary) | productor ejecutivo                             |
| 2020 | Villain                         | productor ejecutivo, también debut como directo |
| 2021 | Hierve                          | productor ejecutivo                             |
| 2023 | Accused                         | productor ejecutivo                             |
| TBA  | Wasteman                        | Postproducción                                  |
| TBA  | Enola Holmes 3                  | En desarrollo                                   |

Televisión
| AñO  | Título            | Creditos | Creditos  | Creditos  | Notas                                                                   |
| AñO  | Título            | Director | Guionista | Productor | Notas                                                                   |
| ---- | ----------------- | -------- | --------- | --------- | ----------------------------------------------------------------------- |
| 2022 | The Responder     | Sí       |           |           | 1 episodio                                                              |
| 2023 | Malpractice       | Sí       |           | Sí        | Productor ejecutivo                                                     |
| 2023 | Boiling Point     | Sí       |           | Sí        | Creado por, basado en el cortometraje de 2019 y el largometraje de 2021 |
| 2025 | This City is Ours |          |           | Sí        | Productor asociado                                                      |
| 2025 | Adolescence       | Sí       |           | Sí        | Productor ejecutivo                                                     |